# Dolmens du Gour de l'Estang
Les dolmens du Gour de l'Estang sont deux dolmens situés à Chandolas (dolmen n° 1) et Saint-Alban-Auriolles (dolmen n° 2), dans le département de l'Ardèche en France.

## Dolmen n° 1
Le dolmen est signalé pour la première fois en 1959. Le dolmen est inclus dans un tumulus elliptique de 11,30 m de long sur 8 m de large, d'une hauteur maximale de 2 m. Le dolmen est orienté au sud-est. Dépourvue de couloir, la chambre trapézoïdale mesure 2,70 m de long, 0,90 m de large à l'entrée et 1,75 m au chevet pour une hauteur intérieure de 1,40 à 1,45 m. L'entrée est fermée par des pierres sèches adossées à une dalle transversale posée sur champ (1,25 à 1,60 m de large). Un fragment de la table de couverture subsiste à l'intérieur de la chambre.
Le dolmen a été pillé à une époque inconnue. Le tamisage des déblais, en 1958, a permis de recueillir un petit matériel lithique composé de trois pointes de flèches différentes (foliacée, amygdaloïde, losangique), des éléments de parure (perles en os et calcaire, coquillage percé, pendeloque) et une dizaine de fragments de céramique qui ont permis de reconstituer partiellement un vase campaniforme avec un décor au peigne.